# 조인철 (축구인)
조인철(1973년 10월 2일 ~ )은 조선민주주의인민공화국의 전직 축구 선수 겸 현직 축구 감독이다. 2010년부터 2011년까지 조동섭 감독과 함께 조선민주주의인민공화국 축구 국가대표팀의 감독을 맡았다.

## 감독 경력
2007년 4.25체육단의 감독을 맡고 있던 김정훈 감독이 조선민주주의인민공화국 축구 국가대표팀 감독에 취임하자, 후임으로 4.25체육단의 지휘봉을 잡게 되었다. 2010년 FIFA 월드컵 이후 김정훈 감독이 4.25체육단 감독으로 복귀하자, 후임으로 조동섭 감독과 함께 조선민주주의인민공화국 축구 국가대표팀 감독에 선임되었다. 이후, 그 해 11월 VFF컵에서 우승을 차지하는데 공헌하였다.